# San Miguel (Cañar)
San Miguel oder San Miguel de Porotos ist eine Ortschaft und eine Parroquia rural („ländliches Kirchspiel“) im Kanton Azogues der ecuadorianischen Provinz Cañar. Verwaltungssitz ist San Miguel, auch als "San Miguel de Porotos" bekannt. Die Parroquia besitzt eine Fläche von 28,95 km². Die Einwohnerzahl lag im Jahr 2010 bei 3567. 

## Lage
Die Parroquia San Miguel liegt in den Anden südzentral in Ecuador. Entlang der östlichen Verwaltungsgrenze verläuft ein 3100 m hoher Bergkamm in Nord-Süd-Richtung. Entlang der westlichen Verwaltungsgrenze fließt der Río Burgay, ein linker Nebenfluss des Río Cuenca, nach Süden. Der etwa 2640 m hoch gelegene Hauptort befindet sich 6,5 km südlich der Provinzhauptstadt Azogues.
Die Parroquia San Miguel grenzt im Norden an das Municipio von Azogues, im äußersten Nordosten an die Parroquia Luis Cordero, im Osten und im Süden an die Provinz Azuay mit den Parroquias Paute und San Cristóbal (beide im Kanton Paute) sowie im Westen an die Parroquia Javier Loyola.

## Orte und Siedlungen
In der Parroquia gibt es folgende Comunidades: Zhorzhán, Jarata, Olleros, Pacchapamba, Jatumpamba, Shinshún, San Vicente, Machapalte, Vegapamba, Santa Martha, Cisneros, Guarangos Chico, Guarangos Grande, Capishún, Purcay, Cristo Rey, El Corte, La Florida und San Juan Bosco.

## Geschichte
Am 1. Oktober 1850 wurde die Pfarrei unter der Bezeichnung „Santa Gertrudis de Porotos“ gegründet. Am 8. September 1852 wurde diese umbenannt in „San Miguel de Porotos“. Damit wurde die zivilrechtliche Parroquia rural mit den Orten Jatumpamba, Guachún, Guarangos und Zhorzhán gegründet.